# 사미 살로
사미 사카리 살로(핀란드어: Sami Sakari Salo, 1974년 9월 2일~)는 핀란드의 은퇴한 아이스하키 선수이다. 포지션은 수비수로 주로 SM-리가와 내셔널 하키 리그(NHL)에서 활동했다. SM-리가의 TPS에서 프로 선수 경력을 시작했으며 1996년 NHL 드래프트에서 오타와 세너터스에게 마지막 지명을 받았다.
1998-99년 시즌에 오타와에 합류했고 NHL 올루키 팀에 선정되었다. 2002년 오프 시즌에 밴쿠버 커넉스로 트레이드되어 30점 득점에 성공했으며, 2012-13년 NHL 시즌 개막 전에 그는 자유계약선수(FA) 자격으로 탬파베이 라이트닝으로 이적했다. 2004-05년 NHL 록아웃 당시에는 스웨덴 엘리트 리그의 프뢸룬다에서 활동하면서 우승컵인 레 마트 트로피 획득에 기여했다. 
국제 대회에서는 핀란드 국가대표로 활약했으며, 올림픽 4회, 세계 선수권 대회 2회, 월드컵 1회 참가하였다. 그는 2001년 세계 선수권 대회와 2006년 동계 올림픽에서 은메달을 획득했고 2010년과 2014년 동계 올림픽에서 동메달을 획득했다.